# Museu da Fundação Cupertino de Miranda
O Museu da Fundação Cupertino de Miranda (FCM), integrado no Centro Português de Surrealismo criado pela Fundação Cupertino de Miranda, encontra-se instalado na sede desta fundação em Vila Nova de Famalicão. Situa-se no 1.º piso, numa sala de cerca de 400 metros quadrados e revela uma identidade única do movimento surrealista português e internacional. Tem como missão a divulgação de Arte Moderna e Contemporânea, focando-se no campo do Surrealismo português.

## História
O Museu da FCM foi inaugurado a 8 de dezembro de 1972, com a representação de 50 artistas e cerca de 151 obras na Bienal de Artistas Novos. A 10 de Março do ano seguinte, dá-se o encerramento da 1.ª Bienal de Artistas novos e inicia-se um período menos próspero no que toca à planificação de atividades e exposições, consequência da influência da Banca na Fundação.
Em 1994 reabre ao público, com a realização da exposição ‘’Surrealismo(e não)’’, que inclui mais de 100 obras doadas pelo Eng.º João Carlos Sobral Meireles, genro do Fundador.
O museu aderiu à Rede Portuguesa de Museus no ano 2003 [2] e foi distinguido nos prémios da APOM (Associação Portuguesa de Museus) em 2017, recebendo uma menção honrosa na categoria de incorporação.

## Coleções/ Acervo
A sua coleção é essencialmente composta por artistas portugueses do séc. XX, reunindo um vasto património do Surrealismo português, incluindo pinturas, desenhos, fotografias, esculturas, objetos entre outros elementos do Surrealismo português. Estas obras são provenientes de aquisições por compra, doação ou legado. As exposições temporárias permitem dar a conhecer as obras do seu acervo, assim como de diversos artistas e colecionadores. A sua coleção permanente integra espaços dedicados a figuras de destaque no mundo do Surrealismo português, destacando a atividade fotográfica de Fernando Lemos (recebeu em 2001 o Prémio Nacional de Fotografia), Mário Cesariny (um dos grandes mestres do Surrealismo português) e Cruzeiro Seixas (um dos maiores divulgadores do Surrealismo nacional).

## Centro Português do Surrealismo (CPS)
A criação do CPS, inaugurado a 1 de Junho de 2018  resulta de uma parceria entre o museu e a biblioteca da FCM, havendo a expansão e reposicionamento do CES (Centro de Estudos do Surrealismo) com o objetivo de tornar-se uma referência no mundo do Surrealismo nacional e internacional. O CES iniciou-se em 1999, como um organismo independente do Museu e proposto pelo Diretor Artístico, Bernardo Pinto de Almeida, tendo como objetivo reforçar e enriquecer o património surrealista português, fomentando o estudo, a pesquisa, a preservação das obras do museu e a programação de exposições.
Inicialmente, o Eng.º João Meireles doou uma significativa coleção de obras que adquiriu a Cruzeiro Seixas, definindo, assim, uma linha orientadora possível para a coleção da Fundação.
O CES, coordenado por Perfecto E. Cuadrado, estabeleceu colaborações com outras instituições ligadas ao Surrealismo e várias relações privilegiadas com museus e galerias.